# پاول رو (ورزشکار)
پاول رو (انگلیسی: Paul Rowe; ۵ مهٔ ۱۹۱۴ – ۲۸ اوت ۱۹۹۳) بازیکن هاکی روی یخ اهل ایالات متحده آمریکا بود.